# ذنب الأسد التركستاني
ذنب الأسد التركستاني (الاسم العلمي:Leonurus turkestanicus) هو نوع من النباتات يتبع جنس ذنب الأسد من الفصيلة الشفوية.